# Tangshi (köping i Kina, lat 25,98, long 112,38)
Tangshi (kinesiska: 塘市, 塘市镇) är en köping i Kina. Den ligger i provinsen Hunan, i den södra delen av landet, omkring 250 kilometer söder om provinshuvudstaden Changsha. Antalet invånare är 18190. Befolkningen består av 8 731 kvinnor och 9 459 män. Barn under 15 år utgör 29,0 %, vuxna 15-64 år 60 %, och äldre över 65 år 10,0 %.
Genomsnittlig årsnederbörd är 1 888 millimeter. Den regnigaste månaden är augusti, med i genomsnitt 273 mm nederbörd, och den torraste är oktober, med 37 mm nederbörd.